# Wilhelm Dittmar
Wilhelm Dittmar (* 14. April 1833 in Umstadt; † 10. März 1892 in Glasgow) war ein deutsch-britischer Chemiker.
1861–69 war er Chefassistent am Laboratorium der Universität Edinburgh unter Lyon Playfair, ab 1871 Assistent von Heinrich Ritthausen an der agrikulturchemischen Versuchsanstalt in Poppelsdorf tätig. Ritthausen war es auch, der Dittmar dazu veranlasste, die Struktur, der von Ritthausen 1866 entdeckten Aminosäure Glutaminsäure, aufzuklären. 1873 ging Dittmar als Assistent Lecturer ans Owen's College (der heutigen Universität Manchester). 1874 wurde er Professor für Chemie am Anderson's College der Medizin in Glasgow.
Er untersuchte nach der Challenger-Expedition 77 weltweit genommene Wasserproben auf Chloride, Sulfate, Magnesium, Calcium und Kalium. Seine Analysen bestätigten das von dem Schweizer Chemiker Alexander Marcet 1819 postulierte Prinzip der konstanten Proportionen, das im englischen Sprachraum auch als Dittmar's Law (Dittmars Gesetz) oder Dittmar's Principle bekannt ist. Dieses Prinzip besagt, dass die Ionen der häufigsten im Meerwasser gelösten Salze überall in annähernd proportionalen Verhältnissen vorkommen, unabhängig von der Salinität des Wassers. Der Salzgehalt des Meerwassers lässt sich dementsprechend allein anhand des Gehalts der Chlorid-Ionen näherungsweise bestimmen.
1863 wurde er zum Fellow der Royal Society of Edinburgh gewählt. Seit 1856 war er Angehöriger des Corps Hassia Darmstadt.

## Schriften
- Report on the composition of ocean water: The Physics and chemistry of the voyage of H.M.S.Challenger